# 이앤티스토리 엔터테인먼트
E&T STORY 엔터테인먼트는 대한민국의 연예 기획사이다.

## 소속 연예인

### 현재 소속 연예인
- 박한들
- 김예은
- 신현승
- 안수민

### 과거 소속 연예인
- 정수현
- 김소현
- 고나희